# Indiana Jones and the Fate of Atlantis
Indiana Jones and the Fate of Atlantis is een grafisch point-and-click adventuregame, uitgegeven in 1992 door LucasArts. Het was het zevende spel dat gebruikmaakte van de door LucasArts zelf ontwikkelde SCUMM-adventuregame-engine.
Een originele feature van het spel is de mogelijkheid om het spel via drie paden te spelen. Het begin en het einde van het spel blijven wel hetzelfde, maar de keus heeft een grote impact op het tussenspel. Op een bepaald moment moet de speler kiezen tussen: Wits Path (Indy moet zijn hersenen gebruiken om problemen op te lossen), Fists Path (eenvoudiger puzzels, veel vuistgevechten en actiefilmachtige oplossingen voor problemen), en Team Path (waarin Sophia Hapgood optreedt als weerbarstige partner en als onderdeel van diverse puzzels). Elk pad bevat nieuwe objecten en locaties, verschillende personages en dialoog, en alternatieve manieren om vooruit te komen in het spel, met als doel het bereiken van Atlantis. De speler die via alle drie paden alle oplossingen heeft gevonden krijgt de volledige 1000 IQ (Indy Quotiënt)-punten.

## Verhaal
Het is 1939, de vooravond van de Tweede Wereldoorlog. Dr. Indiana Jones brengt een vreemd uitziend beeldje van het Barnett College naar zijn vriend Marcus Brody en een zekere Mr. Smith op verzoek van laatstgenoemde. Onmiddellijk houdt Smith de beide vrienden onder vuur met een pistool, kaapt het beeldje en ontsnapt.
Het wordt duidelijk dat Smith in feite Klaus Kerner is, een agent van het Derde Rijk, die geïnteresseerd is in de opgravingen in IJsland. Bij deze opgravingen vonden Indy en een ex-vlam, Sophia Hapgood, het beeldje. Het tweede doelwit van Kerner is Sophia, die inmiddels niet meer geïnteresseerd in archeologie, een roeping heeft als psychisch medium en lezingen geeft over Atlantis en communiceert met de Atlantische god Nur-Ab-Sal.
Indy gaat naar New York en ontmoet Sophia op een ongemakkelijke manier terwijl zij een lezing geeft. De twee ontdekken dat Kerner daar al geweest is en haar kamer overhoop heeft gehaald. Alle artefacten zijn gestolen, met uitzondering van een ketting die Sophia draagt. Sophia legt uit dat de nazi’s achter de kracht van Atlantis aanzitten in de vorm van orichalcum (spreek uit"Ori-Kal-Kum), een metaal dat krachtiger is dan uranium. Het Duitse Rijk met Kerner en geleerde Hans Ubermann zouden het willen gebruiken als een onuitputtelijke bron van energie en voor het fabriceren van bommen.
Indy en Sophia gaan op zoek naar het dagboek van Plato. Hierin staan aanwijzingen over Atlantis. In Zuid-Amerika ontdekken ze in een verlaten tempel het graf van een Atlantische koning. Charles Sternhart vindt een steen en glipt tussen de vingers van Indy en Sopia door. Indy ontdekt wel dat er nog een kopie van het (vertaalde) dagboek van Plato bestaat en in het bezit is van de Universiteit waar Indy doceert.
Ze vinden het dagboek en ontdekken dat om Atlantis te betreden er 3 stenen schijven nodig zijn: de Zonsteen, de Maansteen en de Wereldsteen. Ook wordt verteld over 2 koloniën van Atlantis, de Mindere Kolonie en de Grotere Kolonie. Dan krijgt de speler een keuze over 3 paden die hij/zij kan volgen om Atlantis te vinden.
- Het "actie" pad - Dit pad bevat veel gevechten en weinig puzzels.
- Het "team" pad - Hiermee gaat Indy samen op pad met Sophia
- Het "denk" pad - Dit pad bevat meer puzzels en minder gevechten.

### Het actiepad
Indy krijgt de aanwijzing over twee mensen die handelen in Atlantische artefacten: Alain Trottier in Monte Carlo en Omar Al-Jabbar in Algiers. Indy zoekt Trottier op en krijgt van hem een visitekaartje. Indy vertrekt naar Algiers en komt via het kaartje op het spoor van Omar. Hij bevrijdt hem van een nazi-soldaat die is achtergebleven. Omar vertelt dat de nazi een grote archeologische vondst hebben gedaan in de woestijn. Indy vertrekt op een dromedaris naar de graafplaats. Onderweg wordt hij achterna gezeten door Duitse jeeps. Uiteindelijk vindt Indy de graafplaats. Daar ontdekt hij de Zonsteen en een aanwijzing dat Kreta de Grotere Kolonie is. Hij weet een ballon te pakken en vertrekt naar Kreta. Op Kreta vindt hij de Maansteen die hem toegang verschaft tot het Labyrint. In het Labyrint ontdekt hij het lijk van Sternhart die ingesloten is geraakt. Ook ontdekt hij dat de nazi's Sophia hebben ontvoerd. Hij bevrijdt haar en zij heeft de Wereldsteen in haar bezit. Met de 3 stenen krijgt Indy een aanwijzing dat Thera de Kleinere Kolonie is.
Op Thera chartert hij een boot die de zee opvaart, waar Indy de ingang tot Atlantis ontdekt. Helaas wordt Sophia ontvoerd door Klaus Kerner.

### Het teampad
Indy gaat samen met Sophia op pad. Indy krijgt de aanwijzing van 2 mensen die handelen in Atlantische artefacten. Alain Trottier in Monte Carlo en Omar Al-Jabbar in Algiers. Via een list krijgen Indy en Sophia de Zonsteen van Trottier in handen. In Algiers vertelt Omar Al-Jabbar dat de Duitsers een grote vondst hebben gedaan in de woestijn. Indy en Sophia weten met behulp van een ballon de graafplaats te vinden. Hier ontdekken ze dat Kreta de Grotere Kolonie is en ze vertrekken naar Kreta. Op Kreta vinden ze de Maansteen en zo het Labyrint waar de nazi ook al zijn. Tevens vinden ze het lijk van Sternhart die ingesloten is geraakt. Bij hem ligt de Wereldsteen. Indy en Sophia ontdekken de uitgang van het Labyrint. Sophia wordt ontvoerd door Klaus Kerner en Indy weet aan boord van de U-boot te sluipen. In de U-boot vinden ze de ingang tot Atlantis.

### Het denkpad
Indy krijgt de aanwijzing over twee mensen die handelen in Atlantische artefacten. Alain Trottier in Monte Carlo en Omar Al-Jabbar in Algiers.Indy zoekt Trottier op en krijgt van hem een visitekaartje. Indy vertrekt naar Algiers en komt via het kaartje op het spoor van Omar. Via Omar ontdekt Indy dat de nazi's een grote graafplaats in de woestijn hebben waar ze allemaal Atlantische spullen hebben gevonden. Indy vertrekt op een dromedaris naar de graafplaats. Hier ontdekt hij een beeldje dat elektriciteit opwekt indien er orichalcum in wordt gestopt. Ook ontdekt hij een telegram waarin Ubermann Kerner verwittigt om Trottier te ontvoeren. Indy vertrekt naar Monte Carlo om hem te waarschuwen. De nazi's weten hem te grijpen en een wilde auto-achtervolging volgt. Door in te rijden op de auto weet Indy Trottier te bevrijden. Uit dankbaarheid geeft hij hem de Zonsteen en vertelt hem dat Thera de Mindere Kolonie van Atlantis is. Indy vertrekt naar Thera. Daar ontdekt hij dat Kreta de Grotere Kolonie is en dat Sophia is ontvoerd door de nazi's. Met een ballon weet Indy de Duitse U-boot te onderscheppen en glipt aan boord. Aan boord weet hij de hand te leggen op de Maansteen. De U-boot komt aan op Kreta. Daar vindt Indy het labyrint. In het labyrint vindt hij het lijk van Sternhart en de Wereldsteen. Uiteindelijk vindt hij een Atlantische Tram die hem naar Atlantis brengt.

### Atlantis
In Atlantis ontdekt Indy een grote machine die van lava orichalcum maakt. Hij weet Sophia te bevrijden en samen gaan ze de tweede ring van Atlantis in. In een kamer wordt Sophia bezeten door Nur-Ab-Sal. Indy weet haar te bevrijden en Nur-Ab-Sal te doden. Sophia en Indy vinden een doorgang naar het hart van Atlantis. Hier ontdekken ze een vreemde machine. Met behulp van de stenen weet Indy de machine te starten. Kerner en Ubermann komen tevoorschijn en vertellen dat deze machine mensen kan trancenderen tot goden. Kerner gaat eerst, maar Indy vertelt over de 10-voudfout die Plato heeft gemaakt. Kerner vertelt dat ze het aantal bolletjes orichalcum moeten delen door 10. Het transcenderen gaat fout en Kerner stort in de lava. Nu wordt Indy gedwongen plaats te nemen in de machine. Hij overtuigt Ubermann dat hij beter maar niet een god kan worden en Ubermann stopt vervolgens 100 bolletjes in de machine. Ook bij hem gaat het fout. Hij transcendeert naar een god, maar kan zijn vorm niet behouden en verdwijnt in het niets. Vervolgens begint de machine te schudden en begint de lava te koken. Indy en Sophia weten op het nippertje Atlantis te ontsnappen met de U-boot.
Als de speler Sophia niet bevrijdt uit de Atlantische gevangenis dan zal zij in de plaats van Indy komen en zij zal transcenderen en Ubermann doden en vervolgens moet Indy alleen Atlantis ontvluchten.

## Platforms
| Jaar | Platform              |
| ---- | --------------------- |
| 1992 | Amiga, DOS, Macintosh |
| 1993 | FM Towns              |
| 2009 | Windows               |

## Ontvangst
| Beoordeeld door                | Platform  | Datum            | Score |
| ------------------------------ | --------- | ---------------- | ----- |
| Adventure's Planet             | DOS       | 13 november 2011 | 95%   |
| Gamers.at                      | DOS       | 30 juni 1992     | 94%   |
| ASM (Aktueller Software Markt) | Macintosh | maart 1993       | 92%   |
| PC Games (Duitsland)           | DOS       | oktober 1992     | 92%   |
| GameCola.net                   | DOS       | november 2008    | 92%   |
| Amiga Joker                    | Amiga     | januari 1993     | 91%   |
| Jeuxvideo.com                  | Windows   | 19 mei 2010      | 90%   |
| Génération 4                   | Macintosh | mei 1994         | 84%   |
| Datormagazin                   | DOS       | juni 1992        | 80%   |
| ASM (Aktueller Software Markt) | Amiga     | 1993             | 75%   |

## Trivia
- Het spel is opgenomen in het boek 1001 Video Games You Must Play Before You Die van Tony Mott.